# Alessandro Gritti

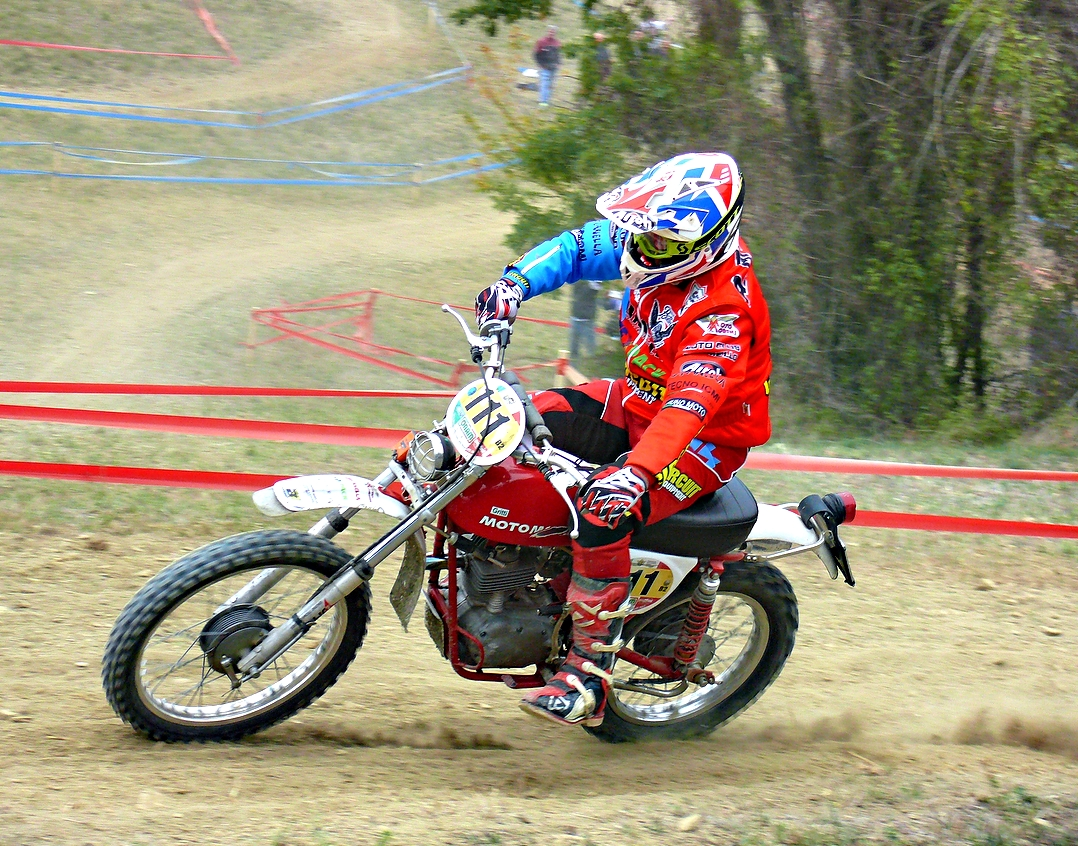
Alessandro Gritti (2017)

Alessandro Gritti (* 1. April 1947 in Vertova) ist ein italienischer Endurosportler. Er gewann mehrfach die Enduro-Europameisterschaft und war Mitglied der siegreichen Nationalmannschaft bei der Internationalen Sechstagefahrt 1981 auf Elba.

## Karriere
Alessandro Gritti begann 1966 mit dem Motorsport. Bereits in seinem ersten Jahr als Aktiver wurde er italienischer Juniorenmeister auf einer Moto Morini 100. 1967 musste er seinen Wehrdienst leisten. Gritti ging für fünf Jahre zur Sportgruppe der Guardia di Finanza. In diesem Jahr gewann er die italienische Enduro-Meisterschaft in der Klasse bis 250 cm³. Diesen Titel konnte er 1969 wiederholen. 1970 wurde er italienischer Meister in der Klasse bis 175 cm³. Von 1972 bis 1974 gewann er dreimal in Folge die Meisterschaft in der Klasse bis 125 cm³ auf Puch (1972, 1973) und Gilera (1974) bevor er im folgenden Jahr wieder in die Klasse bis 175 cm³ und zu KTM wechselte und erneut Meister wurde. In diesem Jahr gewann er in der Klasse bis 250 cm³ die Enduro-Europameisterschaft und wurde italienischer Motocross-Meister.
1976 gewann Gritti in der Klasse bis 125 cm³ die Europameisterschaft und wurde bei der Internationalen Sechstagefahrt auf einer 250-cm³-KTM Gewinner der Klassen- und der Einzelwertung. 1977 gewann er in der Klasse bis 250 cm³ die Europameisterschaft. In der nationalen Motocross-Meisterschaft kann er 1979 in der Klasse bis 250 cm³ die Meisterschaft gewinnen. Bei der Internationalen Sechstagefahrt wurde er Klassensieger in der 125-cm³-Klasse. Am Ende der Saison wurde er von KTM auf Grund seines Alters entlassen. Gritti wechselte daraufhin zu Kramer.
1980 und 1981 wurde er erneut italienischer Meister. 1981 konnte Gritti außerdem die Europameisterschaft in der Klasse bis 250 cm³ gewinnen. Bei der Internationalen Sechstagefahrt gewann er in diesem Jahr auf einer 250-cm³-Kramer neben der Trophy-Mannschaftswertung die Klassen- und die Einzelwertung. 1982 war Gritti mit der SWM nicht konkurrenzfähig. Ab dem folgenden Jahr war er wieder auf KTM unterwegs.
1985 wurde er bei der italienischen Enduromeisterschaft Meister aller Klassen. 1990 wurde er nochmals italienischer Enduromeister mit einer 600-cm³-Viertakt-Husqvarna.
In den Jahren 1996 und 1997 wurde er noch einmal italienischer Meister in der Seniorenklasse.
Mit 69 Jahren war Gritti ältester Teilnehmer des Fahrerfeldes bei der 91. Internationalen Sechstagefahrt 2016 in Spanien. Mit der Clubmannschaft erreichte er Platz 42 von 123, in seiner Klasse Platz 55 von 113 und erkämpfte sich eine Bronzemedaille.

## Wichtigste Erfolge
Enduro-Europameister1975, 1976, 1977, 1981
Internationale Sechstagefahrt1981 (Trophy), 13 Goldmedaillen
Italienischer Enduro-Meister1967, 1969, 1970, 1972, 1973, 1974, 1975, 1980, 1981, 1990
Italienischer Motocross-Meister1975, 1979
Valli Bergamasche1971, 1972, 1976, 1977